# 石原あえか
石原 あえか（いしはら あえか、1968年 - ）は、日本のドイツ文学者、ドイツ語研究者。学位は、Ph.D.（哲学）（ケルン大学・1998年）。慶應義塾大学教授を経て、東京大学大学院総合文化研究科言語情報科学専攻言語態分析講座教授。

## 略歴
1992年慶應義塾大学文学部卒業。1994年同大学院文学研究科修士課程修了。1998年ドイツ・ケルン大学にて博士号取得（哲学・Ph.D.）。99年慶應義塾大学商学部専任講師、2002年助教授、2007年准教授、2008年教授。2006年日本独文学会賞、2007年日本学士院学術奨励賞、2010年『科学する詩人ゲーテ』でサントリー学芸賞受賞。2012年東京大学大学院総合文化研究科准教授、2017年教授。2024年紫綬褒章受章。

## 著書

### 単著
- 『科学する詩人ゲーテ』 慶応義塾大学出版会 2010年
- 『ドクトルたちの奮闘記』 慶應義塾大学出版会、2012年
- 『近代測量史への旅　ゲーテ時代の自然景観図から明治日本の三角測量まで』 法政大学出版局、2015年
- 『教養の近代測地学 : メフィストのマントをひろげて』 法政大学出版局、2020年

### 編著
- 『産む身体を描く――ドイツ・イギリスの近代産科医と解剖図』 慶應義塾大学出版会、2012年

### 翻訳
- ハンス・ヨアヒム・クロイツァー 『ファウスト神話と音楽』 慶應義塾大学出版会 2007年
- マンフレート・オステン 『ファウストとホムンクルス ゲーテと近代の悪魔的速度』 慶應義塾大学出版会 2009年